# Yavapai
Gli Yavapai sono uno dei popoli indigeni dell'America, originariamente stanziati in Arizona. Storicamente, gli Yavapai – letteralmente “popolo del sole” (da enyaeva “sole” + pai “popolo”) – erano divisi in quattro bande principali, che occupavano aree geografiche diverse, e che si consideravano appartenere ognuna di esse ad un popolo diverso: i Ɖo:lkabaya o Yavapai occidentali, gli Yavbe' o Yavapai nord-occidentali, i Guwevkabaya o Yavapai sud-orientali ed i Wi:pukba o Yavapai nord-orientali - Yavapai della valle del fiume Verde. Un'altra banda Yavapai erano i Mađqwadabaya o "Popolo del deserto" ma si pensa si siano mescolati coi Mohave ed i Quechan a tal punto da scomparire come etnia separata; infatti molte famiglie Mohave e Quechan affermano di avere radici Yavapai.
Gli Yavapai hanno molto in comune coi loro relativi linguistici del nord: gli Havasupai e gli Hualapai. Spesso gli Yavapai erano scambiati per Apache dai coloni statunitensi, che solitamente si riferivano a loro definendoli: "Mohave-Apache", "Yuma-Apache" o "Tonto-Apache".
Prima del 1860, quando i pionieri iniziarono ad esplorare l'area in cerca dell'oro, gli Yavapai occupavano un territorio di circa 51.800 km², che andava dal San Francisco Peaks a nord alle Pinaleno Mountains e le Mazatzal Mountains a sudest, al fiume Colorado ad ovest e quasi fino al Gila River ed al Salt River a sud.

## Cultura originale

### Sussistenza
Prima di essere confinati nelle Riserve, gli Yavapai erano principalmente cacciatori-raccoglitori, seguendo un ciclo annuale, migravano in zone differenti per seguire la maturazione delle diverse piante commestibili; tuttavia alcune tribù arricchivano i loro raccolti con la coltivazione su piccola scala, delle cosiddette "Tre sorelle" (mais, zucca e fagioli), quando trovavano terreni fertili.
In particolare, i Ɖo:lkabaya, che vivevano in territori che erano meno favorevoli per la raccolta del cibo, svilupparono l'agricoltura prima di altri gruppi Yavapai, nonostante che la loro terra fosse anche meno favorevole per la coltivazione rispetto alle altre. Inoltre, i Ɖo:lkabaya spesso commerciavano i loro prodotti, quali pelli di animali, cestini ed agave in cambio di prodotti alimentari, coi Quechan.
I principali vegetali che venivano raccolti erano, noci, saguaro, bacche di ginepro, ghiande, semi di girasole, bacche di manzanita, Celtis, i bulbi della Quamash ed il Lupinus. L'agave era la pianta più importante, infatti era l'unica pianta commestibile che poteva essere raccolta dal tardo autunno fino a primavera avanzata. I cuori della pianta venivano tostati in fosse rivestite di pietra, e potevano essere conservati per un uso successivo.
Le principali specie cacciate erano: il cervo, il coniglio, la lepre, la quaglia ed il Neotoma. Pesci ed uccelli acquatici erano evitati dalla maggior parte dei gruppi Yavapai, anche se i Ɖo:lkabaya iniziarono a mangiare i pesci grazie ai contatti coi loro vicini Quechan.

### Danze
Gli antichi Yavapai avevano molte danze sociali, come la Danza degli Spiriti della Montagna, le Danze di guerra, le Danze della vittoria ed altre.
La Danza degli Spiriti della Montagna, era una danza in maschera che veniva utilizzata per la guarigione di un malato, i ballerini mascherati rappresentavano gli spiriti a che si credeva dimorassero sulle montagne e nelle grotte.
I Yavapai moderni prendono parte a cerimonie, originarie di altri popoli, come la Danza dell'alba Apache e la Danza degli uccelli dei Mohave.

### Abitazioni

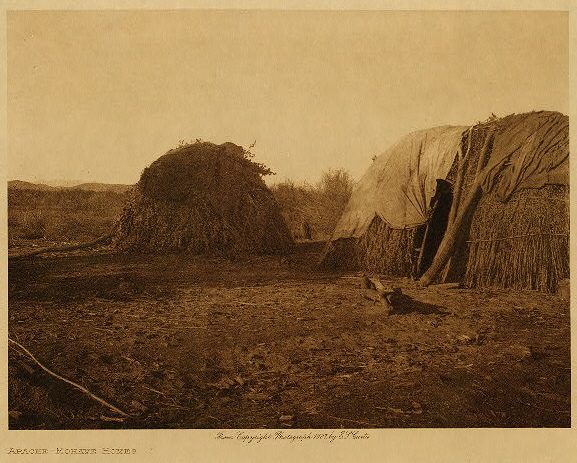
Case Yavapai

Gli Yavapai vivevano in capanne chiamate Wa'm bu nya:va (Wom-boo-nya-va). In estate, si trattava di semplici tettoie senza muri laterali. Durante i mesi invernali, venivano costruite delle capanne (chiamate uwas) utilizzando rami di ocotillo ricoperti con pelli di animali, erba, corteccia, e/o escrementi. Nella zona del fiume Colorado, i Ɖo: lkabaya costruivano lo  Uwađ a'mađva, che era una capanna di forma rettangolare, col tetto piatto, e con escrementi accumulati sui fianchi. Altri rifugi, per sfuggire al freddo, erano spesso grotte o pueblo abbandonati.

### Organizzazione sociopolitica
La principale struttura sociopolitica degli Yavapai, per buona parte della loro storia, è stato il gruppo locale, formato da alcune famiglie estese che si identificavano con la regione geografica in cui risiedevano. Questo, in parte era dovuto al fatto che la maggior parte dei siti di origine, non potevano sostenere popolazioni più grandi.
In caso di guerra i gruppi locali si associavano in bande, per effettuare raid o per difendersi.
Il Governo, tra gli Yavapai tendeva ad essere piuttosto informale. Non esistevano capi dei vari gruppi. Certi uomini divennero leader perché gli altri scelsero di seguirli e sostenere le loro decisioni. Gli uomini che si facevano notare per le loro abilità come guerrieri venivano chiamati  mastava  ("non ha paura") o  bamulva  ("persona che va avanti"). Gli altri guerrieri erano disposti a seguirli in combattimento. Chi si faceva notare per la saggezza e l'abilità di eloquio, veniva denominato  bakwauu  ("persona che parla"), e veniva interpellata per risolvere le controversie all'interno del campo, consigliare sulle località migliori per piazzare il campo ed indirizzare il lavoro e la produzione alimentare.

## Storia

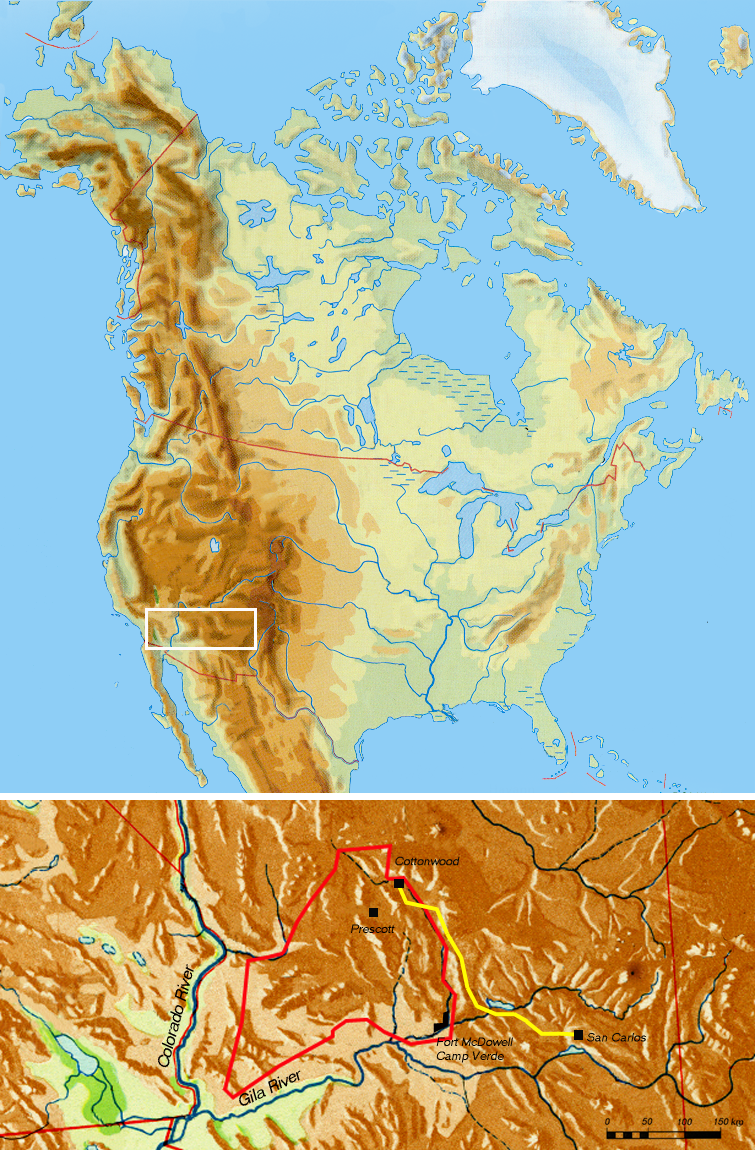
Il territorio originale degli Yavapai. La linea gialla, rappresenta l'itinerario forzato per arrivare alla Riserva di San Carlos.

Gli Yavapai credevano che i loro primi progenitori fossero nati, "in principio" o "molti anni fa", da un albero o una pianta di mais, spuntata dal terreno in quella che oggi è il castello di Montezuma. 
La maggior parte degli archeologi concordano sul fatto che gli Yavapai originino da gruppi di cultura Patayan, che emigrarono ad est della regione del Colorado River, divenendo il popolo yumano degli Altopiani, per poi scindersi nei tre gruppi attuali e stabilirsi infine, nelle regioni occupate prima dell'arrivo dei bianchi, verso il XIV secolo d.C.

Le guerre erano abbastanza comuni nel mondo Yavapai, ed alleanze erano spesso stipulate per ragioni di sicurezza. Le bande Wi:pukba e Guwevkabaya strinsero alleanze con bande Apache occidentali, per attaccare e difendersi dai raid dei Pima e dei Maricopa, provenienti da sud.
L'ultima grande battaglia di quella che venne chiamata l'Alleanza Colorado-Gila River ebbe luogo nell'agosto del 1857, quando circa 100 guerrieri Yavapai, Quechan e Mohave attaccarono a sorpresa un accampamento Maricopa vicino a Pima Butte.
A nord ed a nordovest, le bande Wi:pukba e Yavbe' furono in contatto (e contrasto) col popolo Pai per buona parte della loro storia. Anche se i Pai e gli Yavapai parlavano dialetti della medesima Lingua Havasupai-Walapai-Yavapai, ed avevano una storia culturale comune, avevano entrambi, nei racconti delle origini dei rispettivi popoli, la narrazione di una controversia che aveva separato i popoli gli uni dagli altri. Controversia che non pare essersi mai appianata.

### Contatti con gli Europei
Il primo contatto di cui si abbia notizia, di un europeo con gli Yavapai, è quello di Antonio de Espejo, che venne portato alle Jerome Mountain da guide Hopi nel 1583, alla ricerca di oro, ma restò deluso avendovi trovato solo rame. Nel 1598 Hopi accompagnò l'esploratore Marcos Farfán de los Godos ed il suo gruppo nelle stesse miniere; un altro gruppo guidato da Juan de Oñate entrò nei territori Yavapai nel 1598, e nuovamente nel 1604-1605, alla ricerca di una strada verso il mare di cui gli Yavapai gli avevano parlato. Dopo di questo non vi furono più contatti con europei per più di 200 anni.
Nel tempo intercorso, ci furono però rapporti con tribù che erano in contatto con gli europei, e quindi gli Yavapai incorporarono elementi della cultura europea, come l'allevamento del bestiame e coltivazione di nuove piante, l'utilizzo di strumenti ed armi moderne, così come elementi del cristianesimo, ma anche malattie mortali, come il vaiolo. Anche se le loro comunità decentralizzata, ed il non aver contatti diretti con gli europei hanno contribuito a rendere questo un problema minore di quanto non fosse per le tribù vicine, si stima che circa il 25% della popolazione morì a causa del vaiolo tra il XVII ed il XVIII secolo. 
Cambiarono anche i metodi di guerra, la diplomazia ed il commercio. Razzie per procurarsi bestiame, sia da altre popolazioni che dai coloni della Nuova Spagna, divennero un supplemento per l'economia dei Yavapai. Così come incursioni presso le altre tribù per procurarsi prigionieri, che divenivano schiavi, da scambiare con merci, con gli spagnoli.
Dopo la Guerra messico-statunitense nel maggio 1846, e specialmente dopo la richiesta, da parte degli USA, delle terre a sud-ovest col Trattato di Guadalupe Hidalgo, le incursioni militari nei territori Yavapai incrementarono notevolmente. Dopo che l'oro venne scoperto in California nel 1849, molti emigranti bianchi entrarono nei territori Yavapai, come mai era successo precedentemente.
I primi scontri tra truppe americane e Yavapai si ebbero all'inizio del 1852, quando il capo Tolkepaya si unì coi Quechan per difendere un traghetto, gestito dai Quechan sul Colorado, dal maggiore Samuel P. Heintzelman. I Quechans usavano il traghetto per trasportare I coloni, in California, ma dopo l'uccisione di un gruppo di bianchi, il governo USA decise di incendiare i pascoli Quechans, ed assumere il controllo del traghetto.

### Oro
Quando nel 1863, venne scoperto l'oro a Lynx Creek (oggigiorno, vicino a Prescott (Arizona)), si scatenarono una catena di eventi che avrebbero portato alla creazione, entro la fine dell'anno, di parecchi nuovi insediamenti bianchi in tutto il territorio tradizionale Yavapai.

### Interazioni col governo statunitense
Nell'aprile 1863, ci fu un incontro tra Tolkepaya, Charles Poston, soprintendente agli Affari Indiani per l'Arizona, insieme con i rappresentanti del Pimas, Mohaves, Maricopas e Chemehuevi, a Fort Yuma, per firmare un accordo destinato "a promuovere il commercio sicuro tra le tribù prima menzionate, e gli Stati Uniti". Tuttavia, l'accordo non divenne mai un trattato ufficiale, legalmente vincolanti in qualche modo.
Nonostante ciò, il numero crescente di coloni (che molto rapidamente superò il numero di Yavapai presente nei territori) fece sì che questi cominciassero a chiedere al governo di fare qualcosa per le persone che avevano occupano le terre. L'editore di un giornale locale, l'Arizona Miner, dichiarò: "Lo sterminio è la nostra unica speranza, e prima si compie, meglio è."
Nel gennaio 1864, gli Yavapai effettuarono razzie in parecchi ranch, della zona di Prescott ed Agua Fria. A seguito di ciò, venne organizzato un attacco preventivo, per scoraggiare future minacce. Un gruppo di volontari, ben armati, decise di vendicare gli attacchi.  Ciò che seguì fu una pagina infame della storia dell'Arizona, noto oggi come ‘'l'incidente di Bloody Tanks'’.
Nel 1864, un dispaccio dell'US Army dichiarava. "Tutti gli Apache [Gli Yavapai venivano regolarmente confusi coi loro vicini Apache] in questo territorio sono considerati ostili, e tutti i maschi Apache, grandi abbastanza per usare armi, che si incontreranno in Arizona saranno uccisi immediatamente, a meno che non si arrendano sull'istante. "
Secondo quanto descritto da Braatz, "Nel dicembre del 1864, soldati di Fort Whipple attaccarono due accampamenti Yavapai nelle vicinanze, uccidendo 14 persone e ferendone sette." Il mese successivo venne attaccato un altro gruppo di Yavapai, uccidendo ventotto persone, incluso il loro capo. 
Il 5 novembre 1871 una quindicina di guerrieri Yavapai, attaccarono una stazione di posta, uccidendo sei persone. L'incidente passato alla storia come il Massacro di Wickenburg, ebbe come conseguenza che, nel febbraio del 1875, gli Yavapai vennero allontanati dalla zona di Prescott e deportati, con una marcia di 180 miglia, fino alla Riserva di San Carlos, nel territorio dei loro secolari nemici, gli Apache Chiricahua.

#### Skeleton Cave

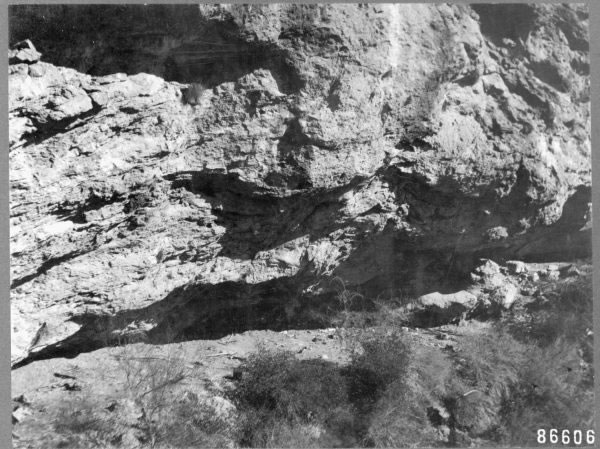
L'accesso alla Skeleton Cave

Nel dicembre 1872, il colonnello George Crook usando guide Apache, scoprì una grotta nel canyon del Salt River che veniva usata dai Guwevkabaya come base per gli attacchi ai coloni bianchi. 120 soldati accompagnati da 100 Pima riuscirono ad intrappolare 110 Yavapai nella grotta, di
incendiando la vegetazione e facendo cadere massi su quelli che tentavano di fuggire. 76 indiani restarono uccisi mentre gli altri furono catturati, Gli Yavapai restarono così demoralizzati dall'azione da firmare la resa a Camp Verde, il 6 aprile 1873.
Nel 1886, molti Yavapai si unirono all'esercito americano, come scout, nella campagna contro gli Apache Chiricahua guidati da Geronimo.

### Tempi moderni

#### Conflitto dell'Orme Dam
Per rispondere alla crescita demografica ed economica dell'area di Phoenix, in verso il 1970 venne proposta la creazione di una grande diga nel punto in cui il Verde River ed il Salt River si incontrano. La diga avrebbe allagato due-terzi della riserva. In cambio, i membri della tribù (allora formata da 425 membri) avrebbero avuto nuove case e rimborsi monetari. Ma nel 1976, la tribù rigettò l'offerta col 61% dei voti, sostenendo che la tribù sarebbe stata dissolta dai cambiamenti. Finalmente nel 1981, dopo diverse petizioni al governo americano, ed una marcia di tre giorni di un centinaio di Yavapai, il progetto venne abbandonato.

## Lingua
La lingua Yavapai è uno dei tre dialetti della Lingua Yumana degli altopiani, che è un membro del ramo delle lingue Pai, della Famiglia linguistica delle Lingue yumane.
La lingua consiste di tre dialetti: Occidentale, Nordorientale e Sudorientale, conosciuti anche come Prescott, Verde Valley e Ɖo:lkabaya.